# Bożkowski Potok
Bożkowski Potok – potok, lewoboczny dopływ Ścinawki o długości 6,1 km. Źródła potoku znajdują się na wysokości około 420 m n.p.m. na Wzgórzach Włodzickich, pomiędzy Rękawczynem a Koszynem. Niżej płynie przez cały Bożków, a następnie przez Święcko i Gorzuchów.